# Моекетсі Маджоро
Моекетсі Маджоро (англ. Moeketsi Majoro; нар. 3 листопада 1961, Лерібе, Басутоленд) — економіст і політик який обіймав посаду прем'єр-міністра Лесото 20 травня 2020 – 28 жовтня 2022. 
Раніше обіймав посаду міністра фінансів у кабінеті Тома Табане у 2017—2020 роках. 
Маджоре представляє виборчий округ № 33 у Національних зборах з моменту свого обрання 2017 року. 
Раніше він був сенатором і міністром планування розвитку в 2013—2015 роках. 
Є членом партії Конвенція всіх басуто.

## Біографія
Народився 3 листопада 1961 року в Цікване, район Лерібе, Басутоленд. Здобув ступінь бакалавра економіки в Національному університеті Лесото та ступінь доктора філософії з економіки природних ресурсів і ступінь магістра наук з економіки сільського господарства в Університеті штату Вашингтон (США).
В 1991—2000 роках Маджоре викладав економіку в Національному університеті Лесото. У 2000—2004 — фінансовий аналітик Міністерства фінансів. Від 2004 року на посаді головного секретаря Міністерства фінансів. У 2008—2012 роках працював у Міжнародному валютному фонді.
У січні 2013 року прем'єр-міністр Том Табане призначив Маджоре міністром планування розвитку. За результатами загальних виборів 2017 року Маджоро був обраний депутатом за виборчим округом № 33 міста Тетсан. Табане повернувся на посаду прем'єр-міністра і призначив Моекетсі Маджоро міністром фінансів.
2020 року Табане був змушений піти у відставку після звинувачень у причетності до вбивства колишньої дружини. 22 березня 2020 року партія обрала Маджоро наступником Табане на посаді голови уряду. 12 травня Маджоро був оголошений новим прем'єр-міністром. Табане оголосив про свою відставку 18 травня. Маджоро склав присягу прем'єр-міністра 20 травня.